# スズメノテッポウ
スズメノテッポウ（雀の鉄砲、学名：Alopecurus aequalis）とは、イネ科に属する小型の草本植物である。春の水田によく見られる細くて真っすぐな穂を一面に出すのでよく目立つ。史前帰化植物である。

## 特徴
草丈は20 cm からせいぜい40 cm 位。地下茎はなく、根元で多少枝分かれした茎は、少し横に這って立ち上がる。関節はやや膨らむ。葉は細長く、縁は少し波打ち、ほぼ上を向く。葉の基部は長い葉鞘となっており、鞘と葉身の境目には薄い膜状の葉耳が突き出る。植物体は全体に濃い緑色で、少し粉を吹いたようになっている。葉鞘の上の方が赤紫に染まる傾向がある。
花は春に出る。花茎の先端に3 - 8 cm の棒状の穂がつく。穂は真っすぐに立ち上がる。小穂は軸に密着し、互いに密に寄り集まっているので、外見では個々の区別がつかず、ただただ緑色の多少毛羽だった棒にしか見えないが、花が咲く時には、小穂から葯が突出してくる。この葯は濃い黄色になるのでよく目立つ。
小穂は長さ3 - 3.5 mm、楕円形で偏平。外側を一組の包穎が包む。包穎は緑色、小穂の縁に当たる竜骨沿いに多数の毛がはえる。その内側には、一個の子花だけが入っている。子花の護穎は小穂とほぼ同じ長さで包穎の間から顔を出す。護穎の基部近くの外側からは芒が伸びて、包穎の外まで少し突き出る。

## 利害
春の水田に出現する水田雑草として代表的なものである。特に害が論じられることもないが、役立つものでもない。しかし、穂が意外に目立つので、地味な割にはなじまれている。それに、草笛に使える。
葉鞘の部分を折り取り、中の茎を抜いて、葉身の部分を裏側を葉鞘に沿わせるように根元から折り曲げれば、薄い膜状の葉耳が突き出る。葉耳がリードの役をするので、この部分を口に収めて注意深く吹くと、ピーというような高い音が出せる。レンゲ畑での子供の遊びであった。
名前は「スズメの鉄砲」で、穂が真っすぐなところを鉄砲に見立てたものと言われる。

## 生育域
水田によく見られるが、畑地などにも見られる。北海道から九州までの平地に広く分布し、国外では北半球の温帯に広く知られる。なお、日本の水田にあるものを変種スズメノテッポウ(var. amurensis (Komar.) Ohwi)とし、原名変種、和名ノハラスズメノテッポウ(var. aequalis)を分ける説もある。原名変種の方はやや小柄で、畑地に多いと言う。

## 近縁種
スズメノテッポウ属には世界の温帯から北半球の寒帯にかけて約60種が知られ、日本にはこの種のほかに、セトガヤ（後述）が広く分布する。また、オオスズメノテッポウ(A. pratensis L.)が牧草として使用され、野外で見つかることもある。高さ120 cm にも達する多年草である。他にもまれに帰化種として見つかるものがある。

### セトガヤ
セトガヤ(A. japonicus Steud.)は、近縁な種であり、形がそっくりで、大きさもほぼ同じで、しかも春の水田にはよく混在するので、見慣れないと区別が難しい。全体に一回り大きいことと、花が咲いた時に出てくる葯が白いこと（スズメノテッポウは黄色）で見分けがつく。
小穂を見ればもっとはっきり異なる。セトガヤの小穂は長さが5 - 6 mm と、倍近く大きい上に、内穎の芒がはるかに長く、小穂の長さ程も外に突き出る。ただし、普段は小穂はすべて花軸に密着しているから、それらを外から見ただけで見分けるのは難しい。しかし、これくらい差があると、穂を少し折り曲げて見るとはっきりと違いが分かる。
セトガヤは関東地方以西の本州から九州まで生育し、国外では中国からも知られる。
| 左がセトガヤ・右がスズメノテッポウ | 左がセトガヤ・右がスズメノテッポウ |